# (23809) Haswell
(23809) Haswell est un astéroïde de la ceinture principale d'astéroïdes.

## Description
(23809) Haswell est un astéroïde de la ceinture principale d'astéroïdes. Il fut découvert le 17 août 1998 à Socorro (Nouveau-Mexique) par le projet LINEAR. Il présente une orbite caractérisée par un demi-grand axe de 2,41 UA, une excentricité de 0,11 et une inclinaison de 6,9° par rapport à l'écliptique.

## Compléments